# Xã Jevne, Quận Aitkin, Minnesota
Xã Jevne (tiếng Anh: Jevne Township) là một xã thuộc quận Aitkin, tiểu bang Minnesota, Hoa Kỳ. Năm 2010, dân số của xã này là 322 người.